# Wappinger-Krieg

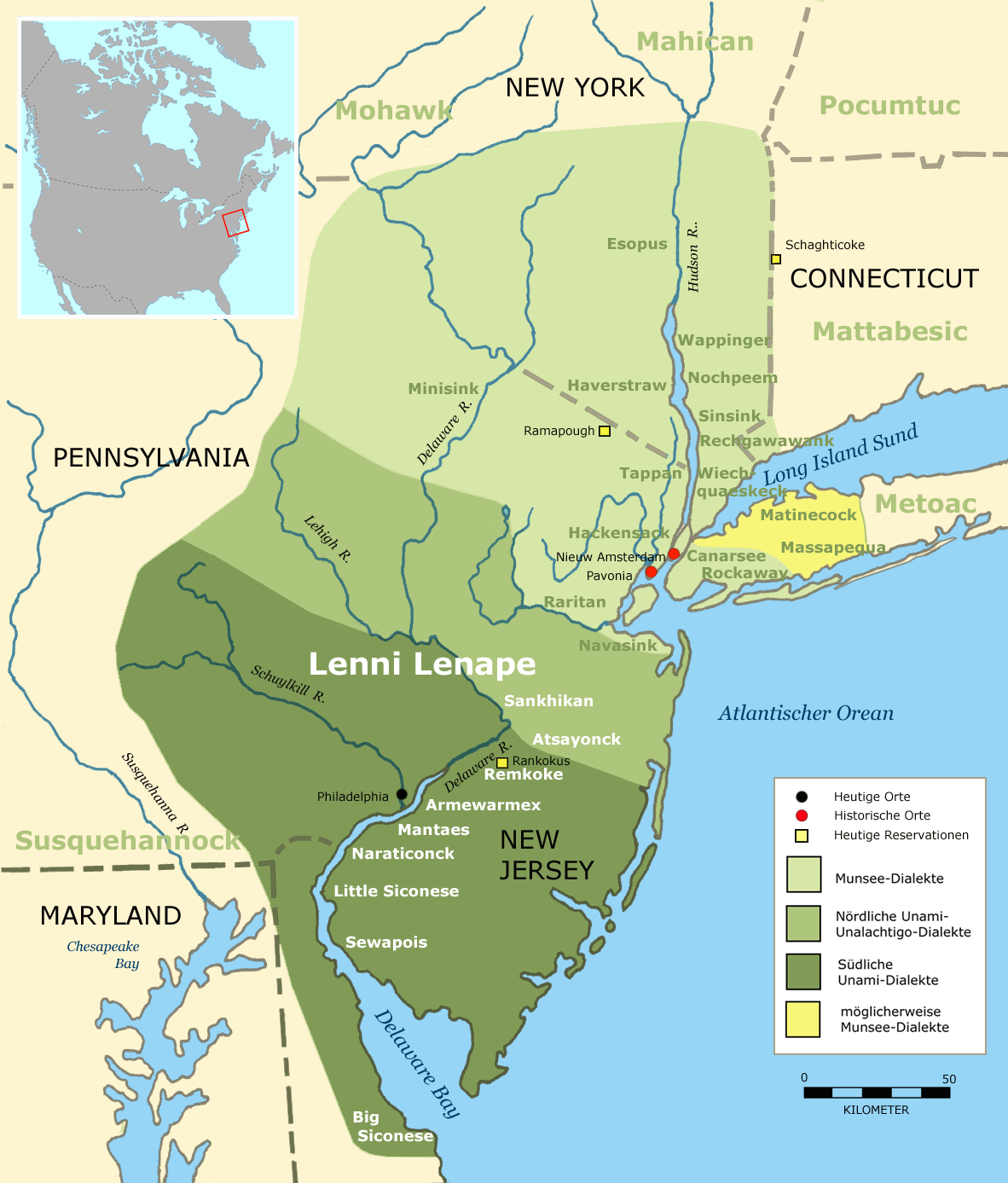
Schauplatz des Wappinger-Kriegs und Wohngebiete der Indianer um 1600

Der Wappinger-Krieg (1643–1645) war ein bewaffneter Konflikt zwischen Niederländern und der Wappinger-Konföderation in der niederländischen Kolonie Nieuw Nederland (Neuniederlande) in Nordamerika.

## Geschichtlicher Hintergrund
Im Jahr 1638 wurde Willem Kieft von der Niederländischen Westindien-Kompanie (WIC) zum neuen Generaldirektor von Nieuw Nederland ernannt. Er hatte Instruktionen, Recht, Ordnung und Moral in der jungen Kolonie wiederherzustellen und mehr Profit zu erwirtschaften. Kieft zeigte wenig Gespür im Umgang mit den Ureinwohnern, und durch seine unbarmherzige Härte hatte er sich in kurzer Zeit fast sämtliche Indianer in der Kolonie zu Feinden gemacht.
Im Februar 1643 flohen einige hundert Wiechquaeskeck vor den angreifenden Mahican und suchten Zuflucht in Pavonia, heute Jersey City. Die Wiechquaeskeck hatten zuvor eine 80-köpfige Strafexpedition der Niederländer vernichtet, und diese sahen jetzt eine Gelegenheit zur Revanche. Am 25. Februar 1643 überfielen sie das Indianerdorf im Morgengrauen, töteten alle 120 Wiechquaeskeck und sollen anschließend in Fort Neuamsterdam mit deren Köpfen Fußball gespielt haben. Die Aktion ging als Pavonia-Massaker in die Geschichte ein. Die Historiker konnten bis jetzt nicht klären, ob der Angriff wirklich von Kiefts Initiative ausging, aber alle zeitgenössischen Quellen berichten, dass er seine Soldaten für die Aktion lobte und auszeichnete.

## Der Krieg
Als die benachbarten Stämme vom Massaker in Pavonia erfuhren, vereinigten sich die Hackensack und Tappan mit den anderen Wappinger-Stämmen und überfielen einsame Farmen der Niederländer. Damit brach der Wappinger-Krieg, auch Gouverneur-Kiefts-Krieg genannt, aus. Die niederländischen Kolonisten flüchteten in das Fort Amsterdam und bereiteten sich auf eine Belagerung vor. Kieft machte sich auch die Metoac auf Long Island zu Feinden, als er Mais bei ihnen beschlagnahmen ließ und dabei drei Canarsee-Krieger getötet wurden. Der Krieg weitete sich immer mehr aus, bis sich schließlich zwanzig Stämme im Kampf gegen die Niederländer vereinigt hatten:
- Stämme aus New Jersey: Hackensack, Haverstraw, Munsee, Navasink, Raritan und Tappan
- Stämme östlich des Hudson Rivers: Wecquaesgeek, Sintsink, Kitchawank, Nochpeem, Siwanoy, Tankiteke und Wappinger
- Stämme auf Long Island: Canarsee, Manhattan, Rockaway, Matinecock, Massapequa, Secatoag und Merrick.

Diese Stämme konnten insgesamt etwa 1.500 Krieger in den Kampf schicken. Die Niederländer zählten nur 250 Männer und waren in großer Gefahr, getötet oder aus ihrer Kolonie verjagt zu werden. Die Mohawk und Mahican blieben allerdings loyal, und Kieft beeilte sich, mit ihnen in Fort Orange einen Freundschaftsvertrag abzuschließen. Trotzdem blieb die Lage für die Niederländer kritisch. Deshalb bot Willem Kieft den englischen Kolonisten in Connecticut 25.000 Gulden für ihre Hilfe bei der Niederschlagung des Aufstands an. Captain John Underhill, bekannt aus dem Pequot-Krieg, griff daraufhin mit zwei Kompanien, bestehend aus 120 Freiwilligen und Mohegan-Scouts, zu Beginn des Jahres 1644 in die Kämpfe ein. Die Engländer und Mohegan waren gefürchtet für ihre brutale Härte, und schon nach kurzer Zeit wendete sich das Blatt zugunsten der Niederländer. Die kombinierte niederländisch-englische Truppe wandte sich zunächst gegen die Raritan auf Staten Island, die jedoch nach New Jersey flüchten konnten. Auch den Tappan und Hackensack gelang es zu fliehen, doch die Wappinger und Metoac fanden keinen Schutz und erlitten eine schwere Niederlage.

## Kriegsfolgen
Obwohl heute nur wenig darüber bekannt ist, war der Wappinger-Krieg einer der blutigsten und grausamsten Ausrottungskriege gegen die Indianer. Zusammen mit ihren Alliierten hatten die Wappinger über 1.600 tote Stammesangehörige zu beklagen. Im August 1644 wurde in Fort Orange ein Friedensvertrag unterzeichnet, in dem die Wappinger und Metoac-Stämme verpflichtet wurden, einen jährlichen Tribut in Form von Wampum an die Mahican zu zahlen. Die Mahican und Mohawk hatten keine eigenen Verluste zu beklagen, und der Vertrag von Fort Orange versetzte sie in die Lage, den Wampum-Handel im Westen Long Islands und am unteren Hudson zu kontrollieren. Als die Regierung in den Niederlanden von Kiefts Politik und den Massakern Kenntnis erhielt, wurde er 1647 abgelöst. Zu seinem Nachfolger bestimmten sie Petrus Stuyvesant. Die Jahre Nieuw Nederlands waren jedoch gezählt, denn die niederländische Kolonie wurde 1664 von England kampflos übernommen. Zu Ehren des Herzogs von York, ihres künftigen Königs, nannten die Briten ihre neue Kolonie New York.
Siehe auch: Zeittafel der Indianerkriege